# Палмерстон-Норт (аэропорт)
Международный аэропорт Палмерстон-Норт (ИАТА: PMR, ИКАО: NZPM) — коммерческий аэропорт Новой Зеландии, расположенный в пяти километрах к северо-востоку от центральной городской площади города Палмерстон-Норт (пригород Милсон). Официальное название аэропорта с конца марта 2008 года содержит слово «международный», однако по состоянию на март 2010 года ни одного регулярного международного маршрута в порту открыто не было.
По данным статистики в 2006 года услугами Международного аэропорта Палмерстон-Норт воспользовалось 542 816 человек, из них 461 542 — внутренними рейсами и 81 274 — зарубежными чартерными маршрутами.

## История
История аэропорта началась в 1931 году с создания небольшой площадки для взлётов и посадок лёгких самолётов на расчищенной траве, получившей название Общественный аэродром Милсон. В течение нескольких лет аэродром обслуживал исключительно рейсы частных самолётов. В 1936 году аэродром начинает работать с коммерческой авиацией, принимая рейсы авиакомпании Union Airways, а во время Второй мировой войны используется в качестве военно-воздушной базы.
С 1950 года в аэропорту начинает работать национальная авиакомпания Новой Зеландии National Airways Corporation, в течение нескольких лет строится взлётно-посадочная полоса с твёрдым покрытием и возводится новое здание пассажирского терминала. В 1975 году аэропорт принимает первые реактивные самолёты Boeing 737. В 1992 году был сдан в эксплуатацию новый пассажирских терминал, а в 1996 году из Аэропорта Палмерстон-Норт открылись первые международные рейсы в Австралию и затем в другие страны Тихоокеанского региона. 10 марта 2003 года аэропорт впервые принял дальнемагистральный самолёт Boeing 767, рейс на котором выполнялся авиакомпанией Royal Brunei Airlines.

## Мировые рекорды
17 мая 1998 года десять человек в течение 47 секунд отбуксировали на сто метров максимально загруженный топливом самолёт Boeing 737-300 авиакомпании Freedom Air. Данная акция была проведена в честь завершения строительных работ по расширению взлётно-посадочной полосы аэропорта и в дальнейшем вошла в книгу рекордов Гиннесса.

## Операционная деятельность
До марта 2008 года из аэропорта выполнялось два регулярных международных рейса в Сидней и Брисбен авиакомпании Freedom Air, после банкротства которой международные полёты из аэропорта Палмерстон-Норт были прекращены.
В Международном аэропорту Палмерстон-Норт по состоянию на февраль 2010 года работают авиакомпании Air Post, Air Freight, лётная школа Массейского университета, местные перевозчики Air2there, Air National, Vincent Aviation, а также Пожарно-спасательная служба Новой Зеландии. Аэропорт используется в учебно-тренировочных целях военно-воздушными силами Новой Зеландии.

## Торговая зона
В пассажирском терминале Международного аэропорта Палмерстон-Норт работают следующие магазины:
- кафетерий и бар;
- магазин беспошлинной торговли;
- книжный магазин;
- историческая выставка Union Airways, посвящённая эпохе ранней авиации Новой Зеландии;
- зал повышенной комфортности Koru Lounge для привилегированных пассажиров авиакомпании Air New Zealand.

## Авиапроисшествия и несчастные случаи
- 9 июня 1995 года самолёт Bombardier Dash 8 авиакомпании Ansett New Zealand[англ.], следовавший по маршруту Окленд—Палмерстон-Норт, в условиях плохой погоды разбился из-за невнимательности пилотов в 16 километрах к востоку от аэропорта во время захода на посадку. Из находившихся на борту 21 человека погибли четверо (3 пассажира и 1 член экипажа)[3].